# 店子乡 (康县)
店子乡，是中华人民共和国甘肃省陇南市康县下辖的一个乡镇级行政单位。

## 行政区划
店子乡下辖以下地区：
中坝村、安子河村、谢家坝村、九远沟村、张家沟村、董家河村、莫沟村、孙家庄村、马家庄村、王家河村、蹇家沟村、店子村、寺坝村、陈家庄村、吴家山村和松树坝村。